# Lucas Plapp
Lucas „Luke“ Plapp (* 24. Dezember 2000 in Melbourne) ist ein australischer Radrennfahrer, der Rennen auf Bahn und Straße bestreitet.

## Sportliche Laufbahn
Lucas Plapp besuchte die Maribyrnong Sports Academy in Melbourne. 2018 wurde er in den Disziplinen Punktefahren und Zweier-Mannschaftsfahren (mit Blake Quick) zweifacher Junioren-Weltmeister auf der Bahn; in der Mannschaftsverfolgung errang er Bronze. Im selben Jahr wurde er – jeweils in der Junioren-Klasse – Ozeanienmeister und nationaler Meister im Einzelzeitfahren. Seinen ersten Straßen-Erfolg auf europäischem Boden hatte Plapp im September 2018, als er hinter dem Belgier Remco Evenepoel Vize-Weltmeister der Junioren im Einzelzeitfahren wurde.
2019 holte Plapp bei den Junioren-Ozeanienmeisterschaften Silber in der Einerverfolgung auf der Bahn. Auf nationaler Ebene wurde er in Einer- und Mannschaftsverfolgung australischer Meister der Elite. 2019/2021 wurde er Ozeanienmeister in der Mannschaftsverfolgung. Bei den Olympischen Sommerspielen 2020 in Tokio gewann er mit der australischen Mannschaft die Bronzemedaille in der Mannschaftsverfolgung. Auf der Straße wurde er 2021 australischer Meister im Einzelzeitfahren in der Elite.
Nachdem Plapp in der Saison 2021 bereits Stagiaire bei Ineos Grenadiers war, wurde er zur Saison 2022 festes Mitglied im UCI WorldTeam. Mit Platz 12 in der Gesamtwertung bei der UAE Tour, Platz 9 bei der Tour de Romandie und Platz 3 bei der Tour of Norway erzielte er bereits im ersten Jahr als Profi nennenswerte Ergebnisse. Mit der Vuelta a España nahm er auch erstmals an einer Grand Tour teil. 2022 errang er zudem den Titel des australischen Meisters im Straßenrennen, den er 2023 erfolgreich verteidigen konnte. Bei den UCI-Straßen-Weltmeisterschaften 2022 gewann er die Bronzemedaille in der Mixed-Staffel.
Im Vorfeld der Saison 2024 löste Plapp seinen laufenden Vertrag mit den Ineos Grenadiers auf und wechselte zum australischen UCI WorldTeam Jayco AlUla. Bei den australischen Meisterschaften gewann er sowohl das Zeitfahren als auch das Straßenrennen. Nachdem er die Tour Down Under wegen eines Sturzes aufgeben musste, übernahm er bei Paris–Nizza auf der vierten Etappe für zwei Tage die Gesamtführung, ehe er schlussendlich den sechsten Rang belegte. Beim Giro d’Italia 2024 übernahm er nach dem Zeitfahren der 7. Etappe die Führung in der Nachwuchswertung, musste diese tags drauf jedoch wieder abgeben. Im olympischen Einzelzeitfahren stürzte er und musste operiert werden.
Im Jahr 2025 wurde er zum dritten Mal australischer Zeitfahrmeister und sicherte sich im Straßenrennen hinter seinem Teamkollegen Luke Durbridge den Vizemeistertitel im Straßenrennen. Nach einem sechsten Gesamtrang bei der Tour Down Under, musste er seinen Start beim Cadel Evans Great Ocean Road Race wegen einer Handgelenksoperation absagen. Auslöser war dabei ein Trainingssturz im Dezember, der eine frühere Verletzung wieder akut machte. Bei der Griechenland-Rundfahrt kehrte er im April ins Fahrerfeld zurück und gewann die einzige Bergankunft des Etappenrennens. Im Mai ging Lucas Plapp beim Giro d’Italia an den Start, wo er die 8. Etappe nach einem Solo über 45 Kilometer gewann und somit erstmals einen Tageserfolg bei einer Grand Tour feierte.

## Ehrungen
Im Dezember 2018 wurde Plapp in Australien als Junior Cyclist of the Year geehrt.

## Erfolge

### Bahn
2018
- Weltmeister (Junioren) – Punktefahren, Zweier-Mannschaftsfahren (mit Blake Quick)
- Weltmeisterschaft (Junioren) – Mannschaftsverfolgung (mit Matthew Rice, Blake Quick und Luke Wight)
- Australischer Meister (Junioren) – Scratch, Einerverfolgung, Madison (mit Nathan Bof), Mannschaftsverfolgung (mit Graeme Frislie, Bill Simpson und Jensen Plowright)

2018/19
- Ozeanienmeisterschaft (Junioren) – Einerverfolgung
- Australischer Meister – Mannschaftsverfolgung (mit Kelland O’Brien, Godfrey Slattery und Leigh Howard)

2019
- Australischer Meister – Einerverfolgung

2019/20
- Ozeanienmeister – Mannschaftsverfolgung (mit Godfrey Slattery, Josh Duffy und Conor Leahy)

2021
- Olympische Spiele – Mannschaftsverfolgung (mit Sam Welsford, Leigh Howard, Alexander Porter und Kelland O’Brien)

2022
- Commonwealth Games 2022/Radsport – Mannschaftsverfolgung (mit Joshua Duffy, Graeme Frislie, Conor Leahy und James Moriarty)

### Straße
2018
- Weltmeisterschaft (Junioren) – Einzelzeitfahren
- Ozeanienmeister (Junioren) – Einzelzeitfahren
- Australischer Meister (Junioren) – Einzelzeitfahren

2020
- Australischer Meister (U23) – Einzelzeitfahren

2021
- Australischer Meister – Einzelzeitfahren
- Weltmeisterschaften (U23) – Einzelzeitfahren

2022
- Australischer Meister – Straßenrennen
- Weltmeisterschaften – Mixed-Staffel

2023
- Australischer Meister – Straßenrennen

2024
- Australischer Meister – Straßenrennen
- Australischer Meister – Einzelzeitfahren

2025
- Australischer Meister – Einzelzeitfahren
- eine Etappe Griechenland-Rundfahrt
- eine Etappe Giro d’Italia

## Grand Tour-Platzierungen
| Grand Tour            | 2022 | 2023 | 2024 | 2025 |
| --------------------- | ---- | ---- | ---- | ---- |
| Giro d’ItaliaGiro     | –    | –    | 52   | DNF  |
| Tour de FranceTour    | –    | –    | –    | 121  |
| Vuelta a EspañaVuelta | 95   | –    | –    | …    |